# معادله بولتسمان

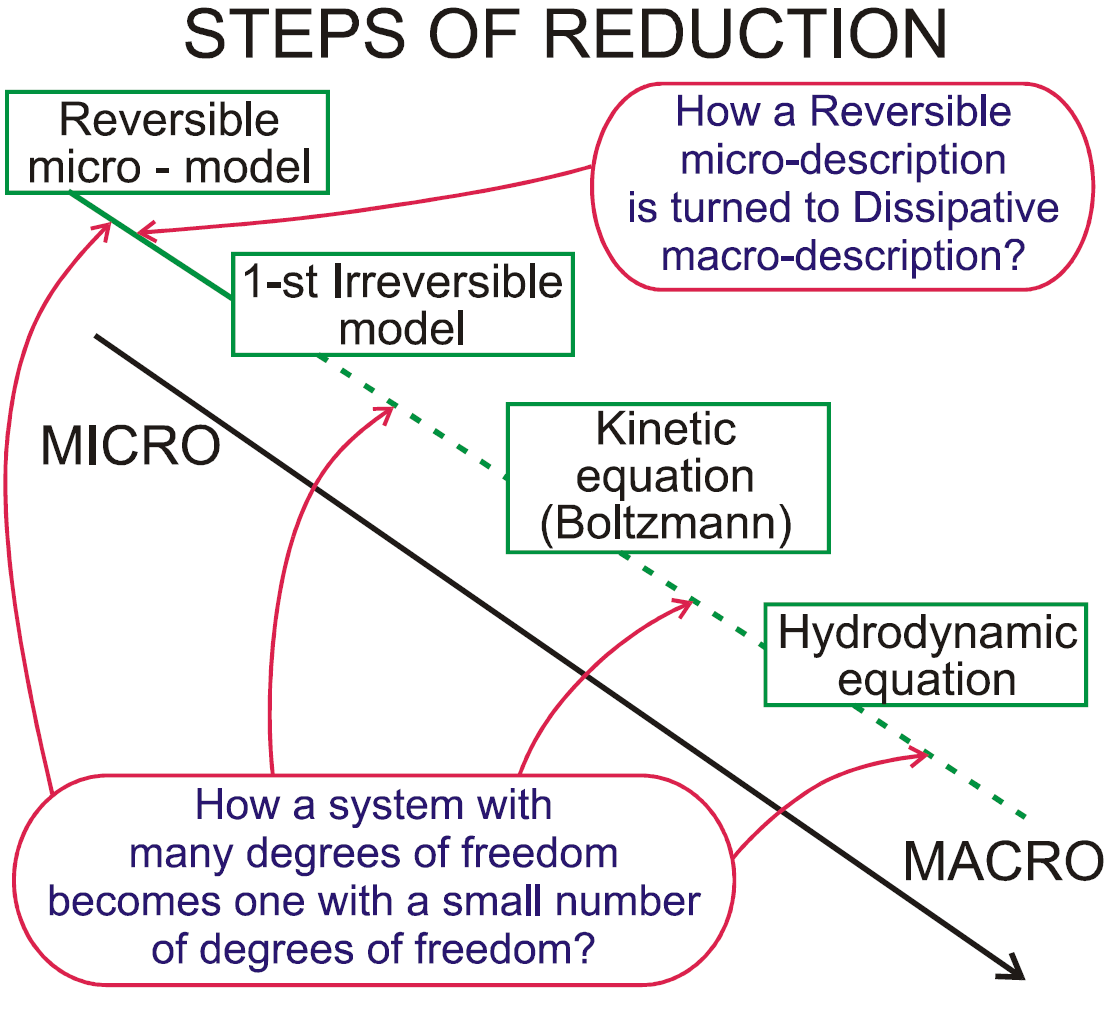
نمایی از شماتیک جایگاه معادله جنبشی بولتزمان در نردبان کاهش مدل از «دینامیک میکروسکوپی» به «دینامیک پیوسته ماکروسکوپی».

معادله بولتزمان معادله‌ای است که در سال ۱۸۶۰ میلادی توسط لودویگ بولتزمان ارائه شد و رفتار آماری یک سیستم ترمودینامیکی را توضیح می‌دهد. این معادله یکی از مهمترین معادله‌های سیستم‌های غیرتعادلی است.
معادله بولتزمان معادله برای افزایش زمان دارد f(x، p، t) در یک ذره از فضای فاز، که x و pبه‌ترتیب موقعیت و تکانه هستند، . توزیع مشخص می‌شود با
{\displaystyle f(\mathbf {x} ,\mathbf {p} ,t)\,d\mathbf {x} \,d\mathbf {p} } تعداد ملکول‌هایی که در زمان t، موقعیت دارد {\displaystyle d^{3}r} در حدود r و تکانه {\displaystyle d^{3}p} در حدود p  است.
ذره‌ها با تابعf اگر برخورد بیرونی F ناچیز باشد، بدون در نظر گرفتن برخوردهای داخلی
{\displaystyle f(\mathbf {x} +{\frac {\mathbf {p} }{m}}dt,\mathbf {p} +\mathbf {F} dt,t+dt)\,d\mathbf {x} \,d\mathbf {p} =f(\mathbf {x} ,\mathbf {p} ,t)d\mathbf {x} \,d\mathbf {p} }،
به ما می‌گوید که اگر یک ذره در زمان{\displaystyle t} در {\displaystyle \mathbf {x} } و تکانه {\displaystyle \mathbf {p} }، در زمان {\displaystyle t+\mathrm {d} t}، خواهند بود{\displaystyle \mathbf {x} +{\frac {\mathbf {p} }{m}}\mathrm {d} t}، با تکانه {\displaystyle \mathbf {p} +\mathbf {F} \mathrm {d} t}.
به‌علاوه، تاکنون چگالی حجم-حالت dx dp متغیر بوده‌است.
{\displaystyle f(\mathbf {x} +{\frac {\mathbf {p} }{m}}dt,\mathbf {p} +\mathbf {F} dt,t+dt)\,d\mathbf {x} \,d\mathbf {p} -f(\mathbf {x} ,\mathbf {p} ,t)d\mathbf {x} \,d\mathbf {p} =\left.{\frac {\partial f(\mathbf {x} ,\mathbf {p} ,t)}{\partial t}}\right|_{\mathrm {coll} }d\mathbf {x} \,d\mathbf {p} \,dt}
از طریق معادله dx dp dt و حد می‌توان معادله بولتزمن را پیش‌بینی کرد.
{\displaystyle {\frac {\partial f}{\partial t}}+{\frac {\partial f}{\partial \mathbf {x} }}\cdot {\frac {\mathbf {p} }{m}}+{\frac {\partial f}{\partial \mathbf {p} }}\cdot \mathbf {F} =\left.{\frac {\partial f}{\partial t}}\right|_{\mathrm {coll} }.}
F(x، t) میدان نیرو در سیال هستند، و m جرم ذرات است.

## بی‌نظمی مولکول‌ها و برخورد آن‌ها
در معادله بالا برخورد ملکول‌ها لحاظ نشده‌است در صورتی که لودویگ بولتزمان است:
{\displaystyle \left.{\frac {\partial f}{\partial t}}\right|_{\mathrm {coll} }=\int \!\!\!\int g(\mathbf {p-p'} ,\mathbf {q} )(f(\mathbf {x} ,\mathbf {p+q} ,t)f(\mathbf {x} ,\mathbf {p'-q} ,t)-f(\mathbf {x} ,\mathbf {p} ,t)f(\mathbf {x} ,\mathbf {p'} ,t))\,d\mathbf {p'} \,d\mathbf {q} .}

## حل معادله
در سال ۲۰۱۰ میلادی پس از ۱۴۰ سال از طرح این معادله دو ریاضی‌دان دانشگاه پنسیلوانیای آمریکا موفق به حل این معادله گشتند.

## یاداشت
1. ↑  Huang 1987, p.53.
2. ↑  Mathematicians Solve 140-Year-Old Boltzmann Equation